# Augusto Gazelli di Rossana
Augusto Gazelli, dei conti di Rossana (Asti, 8 settembre 1855 – Roma, 22 luglio 1937) è stato un politico italiano.